# Swiss Music Radio
Swiss Music Radio war ein privater Radiosender aus der Schweiz mit dem Motto „The Sound Of Switzerland“.

## Geschichte und Programm
Im Juni 2000 reichte der Hauptinitiant George Wismer dem Bundesamt für Kommunikation (BAKOM) das Konzessionsgesuch für den Spartensender Swiss Music Radio (100 % CH-Rock & Pop) ein. Der Bundesrat bewilligte das Gesuch kurz vor Weihnachten 2000. Swiss Music Radio gehörte zu 100 % der Interradio AG.
Auf Grund des überraschend großen Echos auf das Projekt Swiss Music Radio wurde 2001 eine Konzessionsänderung auf eine internationale Konzession beantragt, welche der Bundesrat am 19. Dezember 2001 bewilligte.
Bereits am 1. Januar 2002 starteten erste interne Testsendungen und am 14. Januar 2002 wurde der Satellitenkanal auf dem Satelliten Hotbird für Testsendungen eingeschaltet. Swiss Music Radio startete dann offiziell am 1. März 2002.
Swiss Music Radio war das erste Radioprogramm mit 100 % helvetischer Pop- und Rockmusik (Schweizer Interpreten). Neben Musik wurden auch thematische Moderationen und Ansagen gesendet.
Swiss Music Radio bot gemäß Konzept und Konzession des Schweizerischen Bundesrates dem aktuellen einheimischen Musikschaffen eine schweizweite musikalische Plattform, welche die moderne Schweizer Musik verbreiten sollte. Künstler konnten ihre musikalischen Werke direkt dem Sender einreichen.
Swiss Music Radio konnte in der Schweiz via Kabel (UKW) und europaweit via Satellit (DVB-S) empfangen werden.
Die Schweizer Pop- und Rock-Musik sollte gemäß Konzessionserweiterung vom Dezember 2001 durch die Satellitenübertragung von Swiss Music Radio auch über die Schweizer Grenzen getragen werden, weshalb Swiss Music Radio europaweit digital über Satellit sendete. Angesprochen wurden mit der Satellitenübertragung einerseits die ca. 400'000 Auslandschweizer und andererseits die vielen Freunde der Schweiz in ganz Europa.
Am 7. Oktober 2008 stellte Swiss Music Radio den Sendebetrieb ein. Die Frequenzen wurden von dem neugegründeten Sender Rock Nation übernommen.

## Satellitenfrequenz
Eutelsat Hotbird, 13° ost, DVB-S, unverschlüsselt, Frequenz: 12,207 GHz, Symbolrate: 27.500 MS/s, FEC: 3/4, Polarisation: horizontal, Servicename: SWISS MUSIC RADIO.